# Allan Davis
Allan Davis (Ipswich, 27 de julho, 1980) é um ciclista profissional australiano que participa em competições de ciclismo de estrada. Sua especialidade é o sprint.